# Echtzeit-Strategiespiel

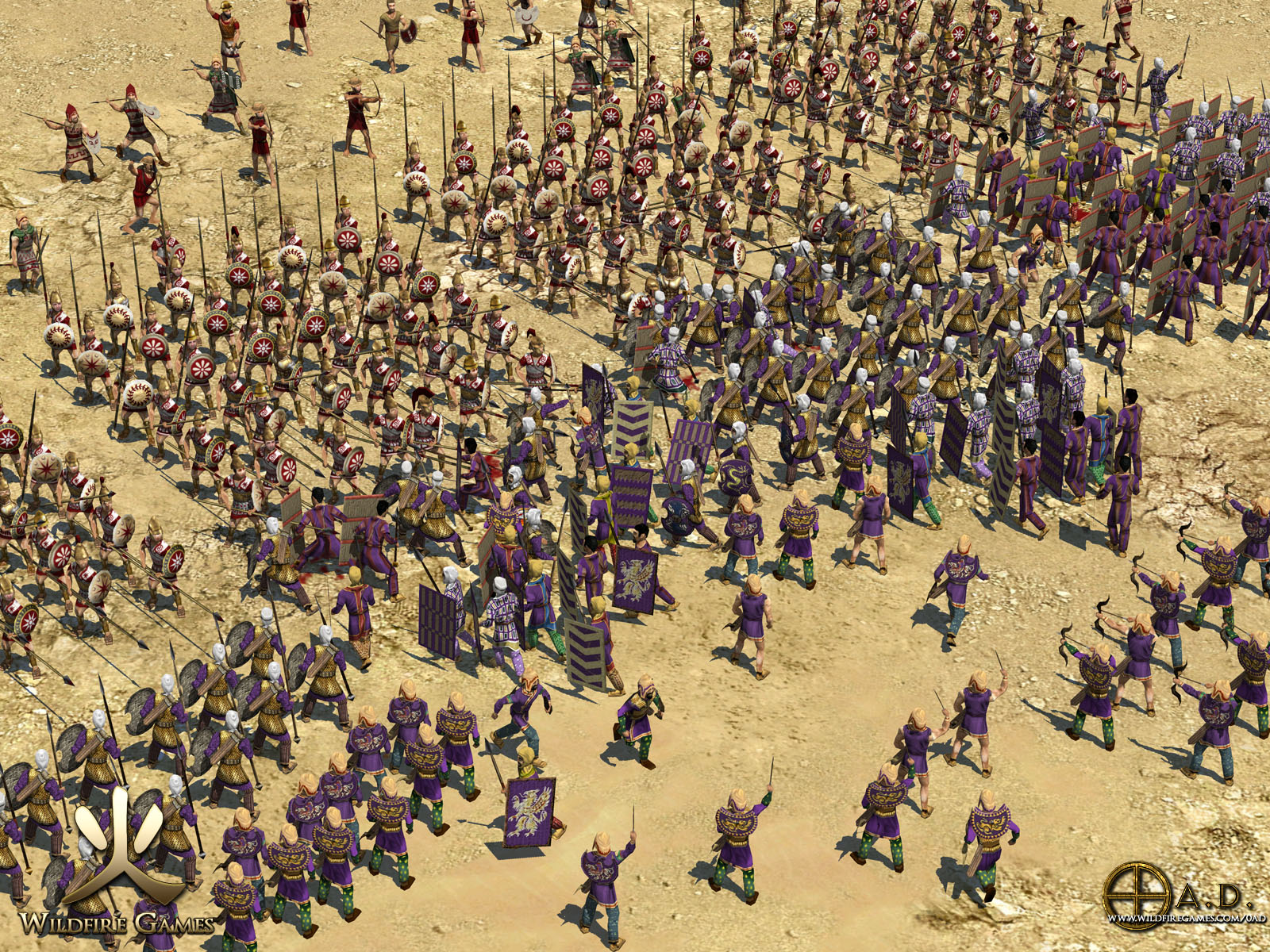
Screenshot des Echtzeit-Strategiespiels 0 A.D.

Als Echtzeit-Strategiespiel (englisch real-time strategy, abgekürzt RTS) wird ein populäres Computerspiel-Genre bezeichnet, in dem interaktiv alle Spielteilnehmer ihre Aktionen den Aspekten eines strategischen Spieles (also Problemanalyse und -diagnose, Aufstellen von Handlungsalternativen und Implementieren der richtigen Maßnahme) unterwerfen und, im Gegensatz zu rundenbasierten Strategiespielen, simultan (also in Echtzeit) ausführen. Die Aufgabe des Spielers ist es also, die richtige Maßnahme zur richtigen Zeit am richtigen Ort durchzuführen, um das Spielziel zu erreichen.
Das Augenmerk solcher Spiele aus der Frühphase des Genres lag im militärischen Bereich (Aufbau und Verwaltung einer Armee zur Zerschlagung des Gegners), wobei dieser in geringem Maße um wirtschaftliche (Ressourcenabbau und -management) und technologische Aspekte (Erforschung höherer Technologien) erweitert wurde. Der Begriff Echtzeit-Strategiespiel wurde jedoch im Laufe der Zeit zunehmend verwässert, da zum einen Entwickler, Publisher, Spielemagazine und Spieler ihn auf diverse Produkte anwendete, die nur bedingt in das Genre passten (z. B. Aufbaustrategiespiel), und zum anderen aufgrund der Hybridisierung von Echtzeit-Strategiespielen der jüngeren Generation, die Elemente aus anderen Genres (Rollenspiele, Ego-Shooter etc.) übernahmen. Entsprechend schwierig ist also eine Taxonomierung des Genres: So können entweder ihm zahlreiche Subgenres untergeordnet werden, so etwa Echtzeit-Taktikspiele, Wirtschaftssimulationen, Tower Defense, Globalstrategiespiel, MOBAs etc., oder es gilt neben diesen und anderen (etwa rundenbasierten Strategiespielen) selbst als Subgenre von Computer-Strategiespielen.
Seit Ende der 1990er stellt es hinter den Ego-Shootern das wichtigste Computerspielgenre dar, gemessen an Verkaufszahlen und der Präsenz auf LAN-Partys. In manchen Gesellschaften ist es zudem überproportional populär, so zum Beispiel in Südkorea, wo Fernsehsender Matches des Strategiespiels Starcraft übertragen.

## Geschichte

### Ursprünge
Als wahrscheinlichster Kandidat für das erste Computer-Strategiespiel gilt das runden- und textbasierte Civil War von 1968. Erste Echtzeitelemente in Computerspielen mit strategischer Spielmechanik tauchten Anfang der 1970er Jahre mit der Entstehung von Onlinespielen in den sogenannten Multi User Dungeons und 1972 im ersten hybriden Video-Strategiespiel Invasion auf. Diese Spiele enthielten aber kaum Spielelemente heutiger Echtzeit-Strategiespiele und waren diesen noch wenig ähnlich.
Das erste Spiel, welches die heute typische Mechanik des zeitgleichen Steuerns von mehreren Einheiten in einem graphisch dargestellten Kampfgebiet umsetze, war Schlachtfeld (1979) für das Philips G7000 (auch bekannt unter War of Nerves oder Battlefield). Weitere Elemente von Echtzeit-Strategiespielen finden sich in frühen Spielen wie Utopia (1981) für das Intellivision, Stonkers (1984) für den ZX Spectrum, und The Ancient Art of War (1984) für Heimcomputer.
Eine nächste Entwicklungsstufe wurde mit dem ersten kommerziellen Online-Strategiespiel Modem Wars (1988) erreicht, das viele der heute bekannten Elemente zur taktischen Steuerung in einem Echtzeit-Spiel einführte, wie das Zusammenstellen von Verbänden und automatisches Pathfinding in unterschiedlichen Landschaften. Ende der 1980er Jahre kamen dann Strategiespiele auf, die in den Action-Sequenzen mit Echtzeit-Elementen arbeiteten. Eines der ersten Spiele in diesem Bereich war das Sezessionskrieg-Strategiespiel North & South (1989).
Als erstes Echtzeit-Strategiespiel mit annähernd allen heute bekannten Spielelementen gilt das 1989 für das Sega Mega Drive entwickelte Herzog Zwei, in dem beide Spielparteien in Echtzeit auf einer Übersichtslandkarte Einheiten aufbauten und gegeneinander agierten. 1990 erschien Powermonger von Bullfrog, das bereits eine voll dreh-, schwenk- und zoombare 3D-Perspektive bot, wie sie erst ein Jahrzehnt später wieder in solchen Spielen Einzug halten sollte. 1991 erschien mit Mega lo Mania ein weiterer Vorläufer des Genres.

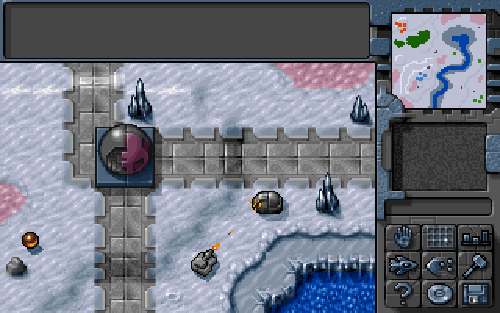
8-Bit Pixel-Art erstellt 1993 mit DPaint und Brilliance auf einem Amiga 1000

Einen gewissen Abschluss fand die frühe Phase der Echtzeit-Strategiespiele mit Dune II (1992) von den Westwood Studios, das die heute bekannte Steuerung mit Maus und Tastatur einführte und damit den Quasi-Standard für nachfolgende Spiele setzte. Es gilt als Inspiration für zahlreiche weitere Spiele und gab dem Genre erst seinen heutigen Namen. Als Ursprung des Genrekonzept RTS selbst wird Westwood-Mitbegründer Brett W. Sperry genannt, welcher den Ausdruck ‘real-time strategy’ für Dune II prägte:

“It wasn't until some time after the game was in development that I decided to call it ‘real-time strategy’– it seems obvious now, but there was a lot of back and forth between calling it a ‘real-time war game’, ‘real-time war’, ‘wargame’, or ‘strategy game’. I was deeply concerned that words like ‘strategy’ and ‘wargame’ would keep many players from even trying this completely new game dynamic. Before 1992, wargames and strategy games were very much niche markets – with the exception of Sid Meier's work – so my fears were justified. But in the end, it was best to call it an ‘RTS’ because that is exactly what it was.”

„Das Spiel war schon eine Weile in der Produktion als ich entschied, es ‚Echtzeit-Strategie‘ zu nennen – das scheint heutzutage naheliegend, aber damals gab es viel Hin und Her, ob wir es ‚Echtzeit-Kriegsspiel‘, ‚Echtzeit-Krieg‘, ‚Kriegsspiel‘ oder ‚Strategiespiel‘ nennen sollen. Ich war sehr besorgt, dass Wörter wie ‚Strategie‘ und ‚Kriegsspiel‘ viele Spieler davon abhalten würden, diese vollkommen neue Spieldynamik überhaupt einmal auszuprobieren. Vor 1992 waren Kriegs- und Strategiespiele absolute Nischenmärkte – mit Ausnahme der Arbeiten von Sid Meier –, daher war meine Furcht begründet. Aber am Ende war es das Beste, es als ‚RTS‘ [Anm.: Real-time strategy] zu bezeichnen, denn genau das ist es.“

### Wachsende Popularität ab Mitte der 1990er
Richtig populär wurde diese Spielform durch den ersten Teil der Command-&-Conquer-Serie (1995), ein Jahr nachdem das stark an Dune II angelehnte Warcraft (1994) erschienen war. Als erstes Spiel einer zweiten Generation der RTS wird Total Annihilation gezählt, welches das Genre mit einigen Innovationen voranbrachte, u. a. 3D-Physik und 3D-Grafik. Zu einem weiteren Aufstieg des Genres verhalfen vor allem auch Age of Empires (1997) und StarCraft (1998).

### Technischer Wandel zu 3D Ende der 1990er
Die starre 2D-Perspektive der ersten Strategiespiele wurde später in eine echte dreidimensionale Landschaft verwandelt, die zoom- und drehbar ist. Erwähnenswert in diesem Zusammenhang ist die Veröffentlichung des Spiels Homeworld, das erstmals den Handlungsraum des Genres vollständig in den dreidimensionalen Raum führt, was vollkommen neue Taktiken und Spielweisen ermöglicht.

### 2000er
Der Verband der Unterhaltungssoftware Deutschland (VUD) gab 2003 für das Strategiespielgenre einen Marktanteil von rund 20 % an; die Echtzeitspiele dürften hier den Löwenanteil halten. Dies zeigt sich auch daran, dass Echtzeit-Strategiespiele insgesamt mit 14 Gold- und 10 Silber-Awards des VUD prämiert wurden (die auf Verkaufszahlen basieren), während rundenbasierte Spiele hier seltener auftauchen. Laut der Entertainment Software Association (ESA) ist das Strategiespielgenre sogar das bestverkaufte Computerspiel-Genre mit einem Marktanteil von 27 % (Stand 2004). Die Age-of-Empires-Serie wurde etwa 30 Millionen Mal gekauft, die Command-&-Conquer-Serie bereits über 25 Millionen Mal und StarCraft seit seiner Veröffentlichung 1998 etwa 17 Millionen Mal.
Auf großen internationalen LAN-Partys stellen die Echtzeit-Strategiespiele mit den Sportspielen die einzigen ernsthaften Konkurrenten zu den Ego-Shootern, wenn auch an deutlich sekundärer Stelle.

### 2010er: Einfluss durch andere Genres
Mit den zunehmenden technischen Möglichkeiten, die zu einer wesentlichen grafischen Verbesserung der Ego-Shooter führten und der steigenden Internetgeschwindigkeit bei sinkenden Kosten, die den Weg für MMORPG ebneten, wuchs der Konkurrenzdruck auf die Echtzeit-Strategiespiele. Diese profitieren von den zunehmenden technischen Möglichkeiten weniger, wobei das klassische Spielprinzip bereits in vielen Spielen ausgereizt zu sein scheint. Deshalb öffneten sich die Entwickler zunehmend anderen Genres und verknüpften Elemente des Echtzeit-Strategiespiels mit denen anderer Genres (s. u.). Deutlich größerer Beliebtheit erfreuen sich heute sogenannte Multiplayer Online Battle Arenas (MOBA). Dieses als Abart der Echtzeit-Strategiespiele entstandene Genre vereint klassische Echtzeitstrategie mit Rollenspiel-Elementen und Spieler-gegen-Spieler-Mechaniken (PvP). Die Verwandtschaft der Genres spürt man jedoch nicht nur im klassischen Spielablauf, sondern auch in den Wurzeln der MOBAs. So ist das allgemein als erstes MOBA bezeichnete Spiel Defense of the Ancients (DotA) eine Modifikation des Echtzeit-Strategiespiels Warcraft 3.

## Typische Elemente und Begriffe von Echtzeit-Strategiespielen
Diese Art von Strategiespielen grenzt sich in ihrer Spielweise stark von anderen Computer-Strategiespieltypen wie z. B. den Wirtschaftssimulationen (z. B. Anno 1602) ab, die auch strategische Elemente besitzen und in Echtzeit geschehen.
Die folgenden gekennzeichneten Elemente von Echtzeit-Strategiespielen müssen in keinem Vertreter des Genres zwingend vorkommen; dennoch lässt sich ein Großteil dieses Merkmalinventars in den meisten modernen Echtzeit-Strategiespielen wiederfinden.

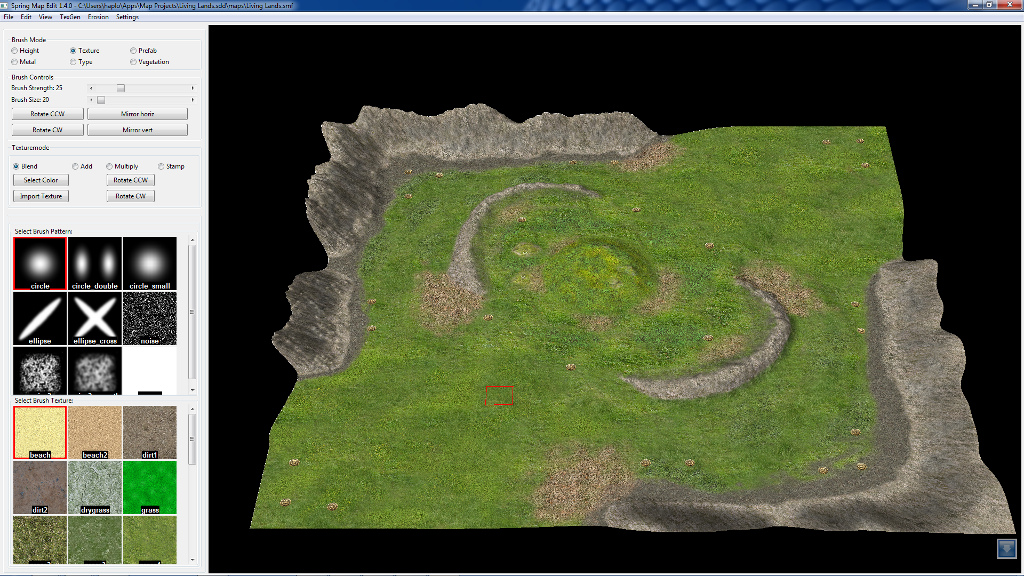
Ein Karteneditor für Spring Engine Spiele

Viele Spiele bieten heute zum Teil umfangreiche Karteneditoren, um eigene Kampagnen, Szenarien und Karten zu gestalten.

### Echtzeit
Das Ablaufen des Spiels in Echtzeit der Echtzeit-Strategiespiele ist die Kerneigenschaft des Genres: diese setzt den Spieler unter großen Zeitdruck und verlangt neben strategischer Weitsicht auch schnelle Reaktion und Übersicht in chaotischen Situationen, Karten oder Kämpfen. Häufig wird deshalb Aufbau der Wirtschaft sowie der Steuerung der Einheiten schematisiert und stark vereinfacht, z. B. im Gegensatz zu Rundenbasierten Strategiespielen.

### Kartensicht

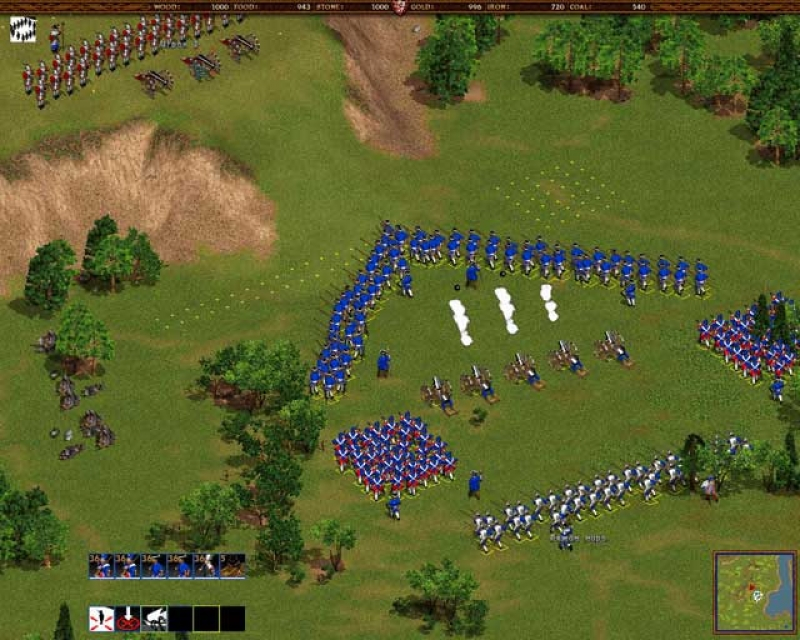
Screenshot von Cossacks: European Wars, rechts unten eine Übersichtskarte über das Schlachtfeld

Nahezu sämtliche Echtzeitstrategie-Spiele haben begrenzte, rechteckige Karten, die durch verschiedene Höhenstufen und Untergründe (Wasser, Land, Eis) gestaltet werden und dem Spieler einen Überblick in Perspektive von oben liefert.
Kartensicht bezeichnet im Speziellen, welche Sichtmöglichkeiten der Spieler auf die Karte besitzt.
Grundsätzlich hat jedes Gebäude und jede Einheit des Spielers eine Line of Sight (LOS) (deutsch: Sichtlinie), innerhalb welcher diese Einheit fremde Einheiten und ihre Umgebung sichten kann. Die Sichtlinie ist meist nicht identisch mit der Kampfreichweite von Einheiten.

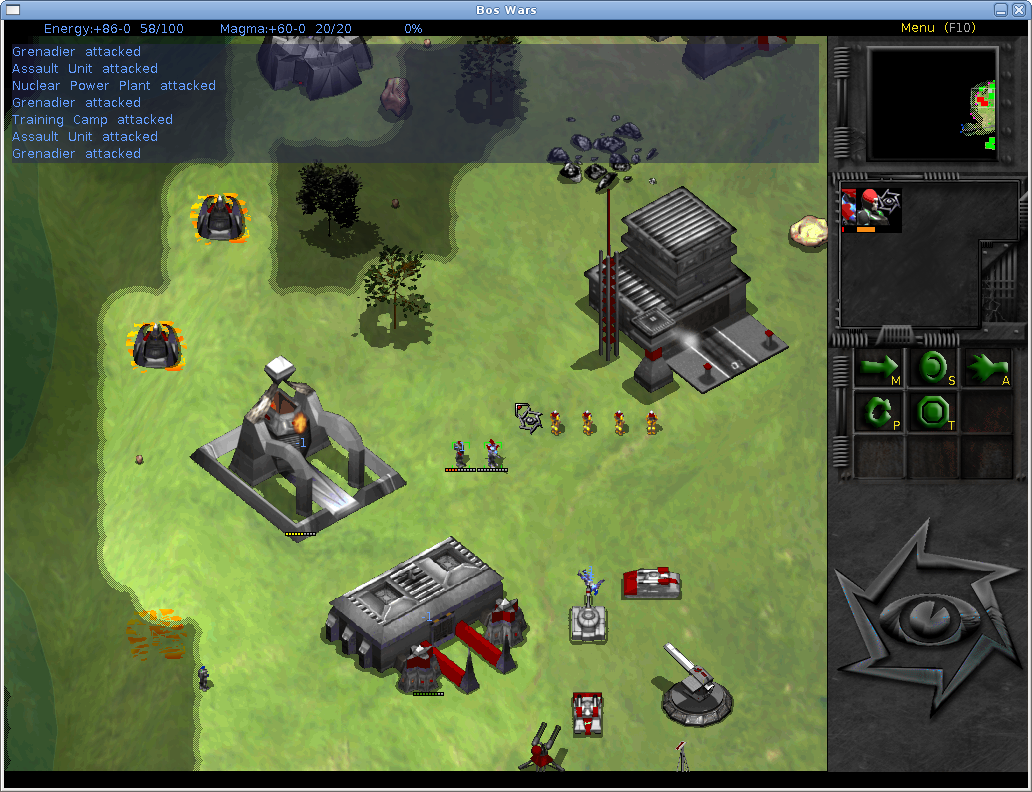
Nebel des Krieges in Bos Wars

Einmal durch die Sichtlinie einer Einheit des Spielers (oder die eines verbündeten Spielers) gesichtete Abschnitte der Karte bleiben dauerhaft sichtbar. Entscheidend ist nun, ob innerhalb dieses Gebiets der Nebel des Krieges (engl.: fog of war, FOW) auftaucht, wenn das Gebiet wieder aus der Sichtlinie der Einheit gerät. Das Gelände eines Gebietes im Kriegsnebel ist vom Spieler weiterhin sichtbar, aber nicht das Geschehen (z. B. Truppenbewegungen) auf diesem.
Spiele ohne Kriegsnebel ermöglichen dem Spieler, ein (unrealistisch) gutes Wissen um die Geschehnisse auf der Karte zu entwickeln, wenn der Großteil der Karte erforscht ist.
Ein weiterer Unterschied in der Kartensicht ergibt sich, ob die Karte von vorneherein vollständig aufgedeckt ist oder nicht. Bei ersterem ist die gesamte Karte von Beginn an mit dem Kriegsnebel bedeckt, bei letzterer Variante sind noch nicht erkundete Gebiete mit vollständigem Schwarz gefüllt, das heißt, der Spieler besitzt keinerlei Erkenntnis weder über das Gelände noch das Geschehen in diesen Gebieten.
Der Nebel des Krieges wurde mit Warcraft II ein bekannteres Konzept, einige Strategiespiele wie Laser Squad beinhalteten dieses Konzept schon Jahre früher. Der Kriegsnebel versteckte dabei langsam wieder das entdeckte Gebiet, wenn keine Einheit mehr in Sichtweite war. Im ersten Warcraft-Teil und auch in Dune II aus dem Jahre 1992 blieben die einmal aufgedeckten Gebiete weiterhin einsehbar, auch wenn sich das Gebiet längst nicht mehr in Sichtweite von eigenen Einheiten befand. Bei Stronghold Crusader 2 ist die gesamte Karte bereits zu Beginn vollständig aufgedeckt und es gibt keinen Nebel des Krieges, sodass der Spieler die Karte weder erkunden noch ausspähen muss, um Informationen über Ressourcenvorkommen oder die Spielzüge seiner Gegenspieler zu erlangen. Lediglich einige wenige „versteckte Lager“ mit ein paar direkt verwendbaren Ressourcen müssen in die Sichtlinie von Einheiten kommen, um entdeckt zu werden.

### Ressourcen und schematisierte Wirtschaft

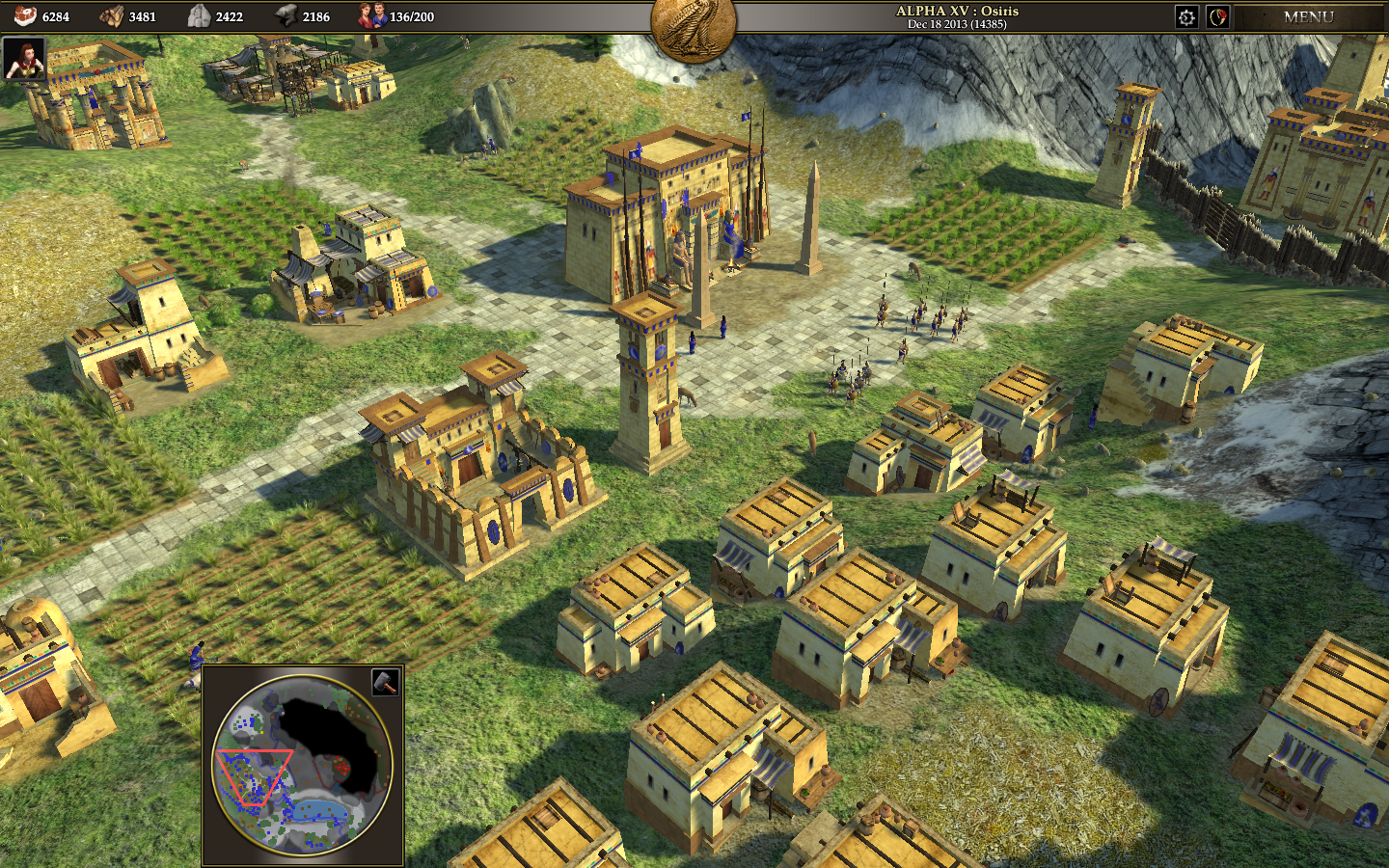
Die Ressourcen Nahrung, Holz, Stein und Metall werden in 0 A.D. am linken oberen Bildschirmrand angezeigt

Echtzeit-Strategiespiele arbeiten häufig mit einer geringen Auswahl an Rohstoffen (auch: Ressourcen, im Jargon auch Res oder Ressis abgekürzt), die als Grundlage für den Bau aller Gebäude und Einheiten sowie der Entwicklung sämtlicher Technologien dienen.
Rohstoffe können meistens in verschiedenen Formen abgebaut oder gewonnen werden. Typische und häufig zu findende Rohstoffe sind etwa Gold, Geld oder „Credits“, die manchmal auch den einzigen Rohstoff stellen, sowie Nahrung, Holz, Stein oder sonstige Baumaterialien, Eisen, Metall, Kristall oder andere (Phantasie-)Rohstoffe und Chemikalien (z. B. Tiberium bei Command and Conquer).
Die Verarbeitung von Rohstoffen entfällt oftmals oder verläuft stark automatisiert durch bestimmte Gebäude. Die Rohstoffe werden oftmals auf einem imaginären Rohstoffkonto gesammelt und bedürfen nur selten entsprechender Lagergebäude (Dune II, Command & Conquer).
Die Rohstoffe sind in ihrer Anzahl begrenzt, ihre Vorkommen über die gesamte Spielkarte verteilt; ein Hauptmerkmal ist daher das Sichern von und der Kampf um Rohstoffe, Handels- oder Transportwege. Hauptgrundlage einer erfolgreichen Strategie in allen (Echtzeit-)Strategiespielen ist es, den Nachschub an Ressourcen zu sichern, wodurch sich meistens Kämpfe gegen potentielle „Rohstoff-Diebe“ anschließen.
In einigen Spielen wird außerdem die Variante gewählt, dass die militärische Kontrolle um Rohstoffvorkommen oder Gelände reicht, um solche zu erhalten, und der Ressourcenzuwachs steigt, je mehr Rohstoffvorkommen oder Gebiet sich in der Kontrolle des Spielers befinden, d. h. verliert der Spieler mehrere Quellen, so fällt auch sein Zuwachs an Ressourcen schwächer aus. Bekannte Beispiele hierfür sind Warhammer 40.000: Dawn of War, Company of Heroes und Earth 2150.

### Spielphasen
Anfangsphase

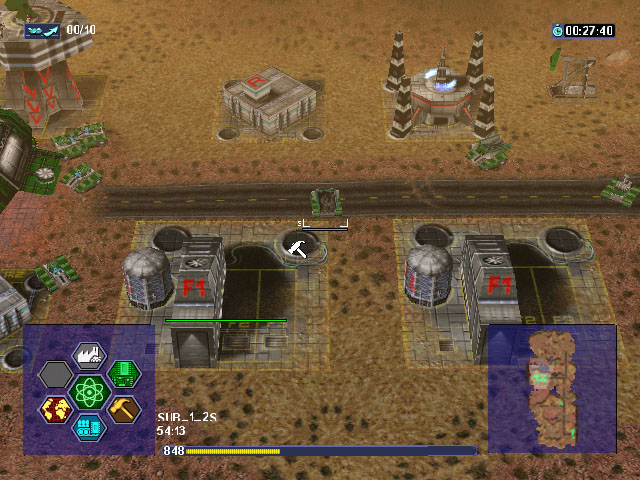
Screenshot von Warzone 2100, im Bild eine ausgebaute Basis

Die Wettbewerbsfähigkeit eines Mitspielers wird meistens in den ersten 10 Minuten ermittelt. Diese entscheiden, ob der Spieler in der Lage ist, sich die nötigen Rohstoffe zu beschaffen, um in der Folgezeit mit den anderen Spielern mitzuhalten. Dieser Moment ist in unterschiedlichen Spielen verschieden gewichtet, und auch die Dauer der Anfangsphase ist unterschiedlich lang.
In einigen Spielen und Spielmodi ist der Spieler bereits zu Beginn des Spiels oder in wenigen Minuten fähig, den Gegner anzugreifen oder sich zu verteidigen, während er in anderen Spielen dazu längere Aufbauphasen benötigt.
Merkmale der Anfangsphase sind für gewöhnlich jedoch:
- Aufbau einer funktionierenden Wirtschaft
Es wird die nötige Anzahl von Ressourcensammlern erstellt, um den dauerhaften Rohstofffluss zu sichern, der für die strategische Wettbewerbsfähigkeit nötig ist.
- Ausbau der eigenen Basis
An der eigenen Startposition (Basis) werden alle benötigten Gebäude gebaut und das Gebiet mit verschiedenen Hindernissen und Verteidigungsanlagen ausgerüstet. Je nach Spiel sind die Basen verschieden groß und ausgedehnt. In späteren Phasen des Spiels werden außerdem öfter Sekundärbasen gebaut, doch viele Spiele begünstigen eine einzige Primärbasis.

Die Grundstruktur ist damit die eines sich verschanzenden Verteidigers, der gegen einen Angreifer kämpft.
- Erkundung der Karte
Meistens mit einfachen und/oder schnellen Militäreinheiten wird die nähere Umgebung auf der Karte nach Rohstoffen und strategisch wichtigen Punkten abgesucht. Die Erkundungsmethoden ergeben sich aus der Kartensicht.

Eine mögliche Taktik in der Anfangsphase ist der sogenannte Rush:
Dabei probiert ein Spieler einen Angriff in einer Anfangsphase des Spiels mit billigen oder schnell zu bauenden Militäreinheiten. Diese Taktik kann bei einem Fehlschlag zu Nachteilen im nachfolgenden Spielverlauf führen, bei Erfolg allerdings die gegnerische Wirtschaft spielentscheidend schwächen oder sogar zu seiner unmittelbaren Niederlage führen.
Eine weitere Taktik ist der Tech Rush:
Hierbei werden sowohl die Offensive als auch die Defensive stark vernachlässigt, um möglichst schnell entscheidende technologische Vorteile zu erhalten. Zwar ist der Tech Rush naturgemäß anfällig gegenüber dem Rush, bringt aber im späteren Spiel bei Erfolg meist entscheidende Vorteile, wodurch der Gegner relativ einfach besiegt werden kann. Natürlich muss dazu eine Technologie-Spielmechanik implementiert sein.
Haupt- und Kampfphase
In dieser Phase findet der Großteil des Spiels statt. Diese Phase ist zeitlich kaum festzulegen und kann sich noch in verschiedene (meistens spielbedingte) Einzelphasen unterteilen.
Da der Spieler innerhalb dieser Phase auch die meisten Möglichkeiten besitzt, lassen sich die möglichen Geschehnisse nur ungefähr kategorisieren. Zudem entwickeln gerade jetzt viele Computerspiele ihre speziellen taktischen und strategischen Besonderheiten.

### Typische Spielmechanik
Folgende Merkmale lassen sich in vielen Spielen nachweisen:
- Kampf um die Vorherrschaft und den Sieg
Die Spieler kämpfen gegeneinander (nur sehr selten miteinander gegen den Computer, dagegen öfter in Mannschaften gegeneinander) um das Erreichen des Spielziels. Deshalb findet eine Reihe taktischer Schlachten oder Manöver statt, vom Kampf um die Infrastruktur, dem Überfall auf Ressourcensammler hin zum Frontalangriff auf die gegnerische Basis.
- Technologischer Ausbau und Spezialisierung
In einigen Spielen ist die Weiterentwicklung von Einheiten und Gebäuden möglich, entweder in der Form von
  - allgemeinen Einheitenupgrades (Einheitenaufwertung), das heißt, alle Einheiten eines Truppentypus zu verbessern (bspw. in einen nächsthöheren zu verwandeln, alle Einheiten des jeweiligen Typus mit einer neuen Waffe ausstatten …) oder
  - speziellen Einheitenupgrades, das heißt eine individuelle Einheit zu verbessern
oder sonstigen Verbesserungen der eigenen Zivilisation. In der Hauptphase spezialisiert sich der Spieler auf bestimmte Technologien und Strategien.
- Langsamer Abbau der Wirtschaft
Mit dem zunehmenden Schwinden der Ressourcen und dem oft zu Ende des Spiels sehr komfortablen Rohstoffkonto nehmen die strategischen Elemente weiter zu, bis meistens nur noch eine Rumpfwirtschaft vorhanden ist und das Management der Wirtschaft einen nur noch kleinen Raum einnimmt.

### Häufige Spielziele
Neben den Szenarien, die meistens spezielle oder eine Anzahl verschiedener Spielziele (winning conditions) vorsehen, gibt es eine Reihe populärer Spielziele und Spielmodi.
- Das klassische Spielziel ist die Vernichtung aller oder eines Großteils der Einheiten des Gegners.
Dieses Spielziel kann differenziert werden in die Vernichtung sämtlicher Einheiten, nur der Militäreinheiten, nur der Basen usw.
- Die Strategiespielvariante von Capture the Flag (CTF) (engl. „Erobere die Flagge“), hier auch King of the Hill (KotH) (engl. „König des Hügels“) genannt, ist meistens die Aufgabe, ein gewisses Gebiet oder bestimmte Gegenstände auf der Karte für eine bestimmte Zeit zu kontrollieren.
- Seltener gilt es, eine bestimmte Punktzahl (innerhalb eines Zeitlimits) zu erreichen.
Punkte (oder auch Score) ist eine vom Spielsystem nach Kriterien wie besiegten Gegnern, erhaltenen Ressourcen usw. an den Spieler vergebene Wertung. Diese variiert stark von Spiel zu Spiel.

Zudem gibt es einige Spielvarianten, die manchmal auftauchen:
- Sogenannte Fastmaps (oder auch Funmaps) sind sehr kleine Karten, die meistens mit hohen Anfangsressourcen gespielt werden. Bei diesen wird absichtlich die Anfangsphase stark verkürzt oder ausgelassen, und auch die Gesamtspieldauer ist stark reduziert.
- Bei einem Deathmatch („Todeskampf“) starten die Spieler auf normalen Karten, allerdings mit wesentlich mehr Rohstoffen und/oder Einheiten.

Besonders die Mehrspielerkarten sind meistens symmetrisch gehalten mit einer gleichmäßigen Verteilung der Rohstoffe.

### Mehrspielermodi

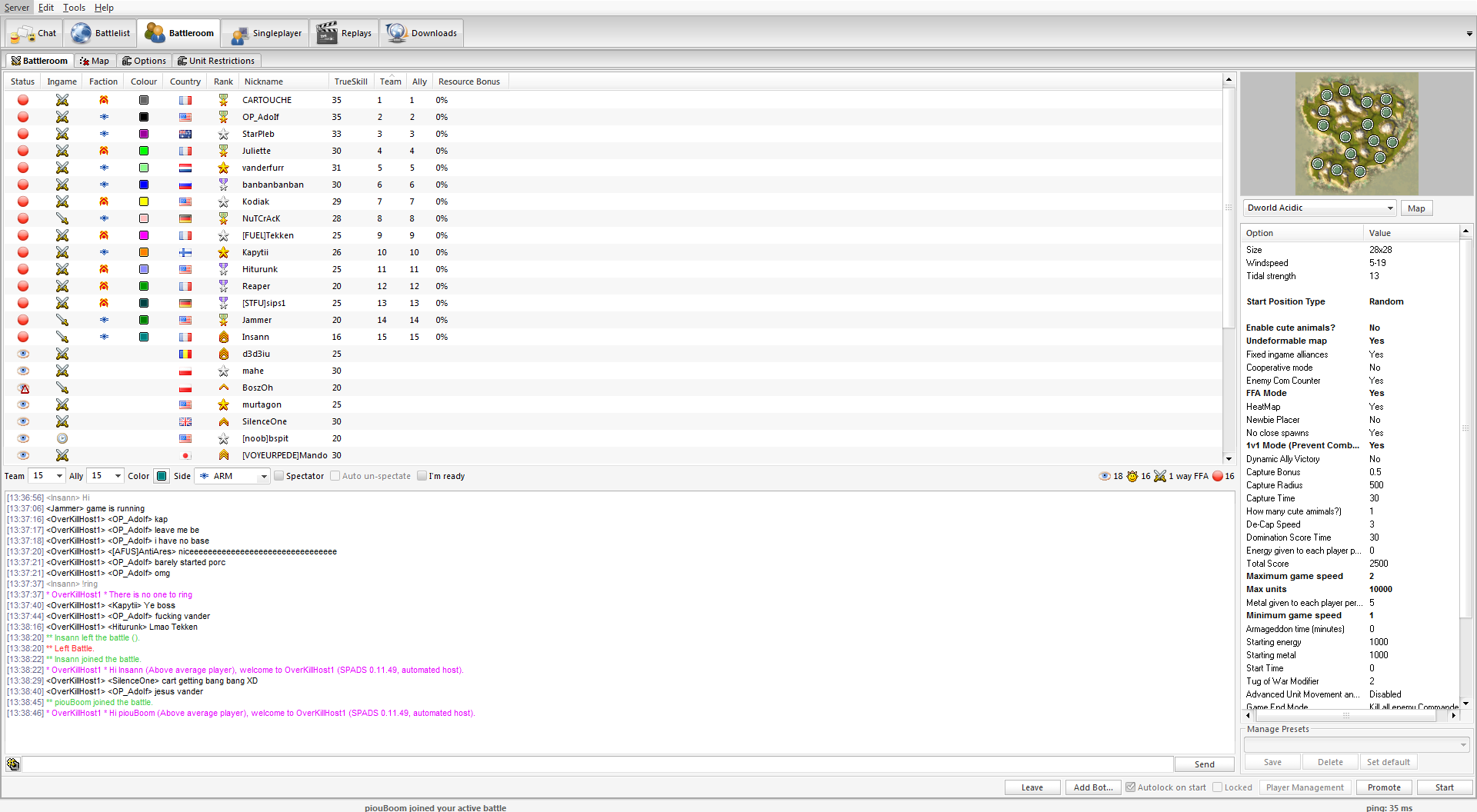
SpringLobby für Spring basierte Spiele mit TrueSkill Ranking

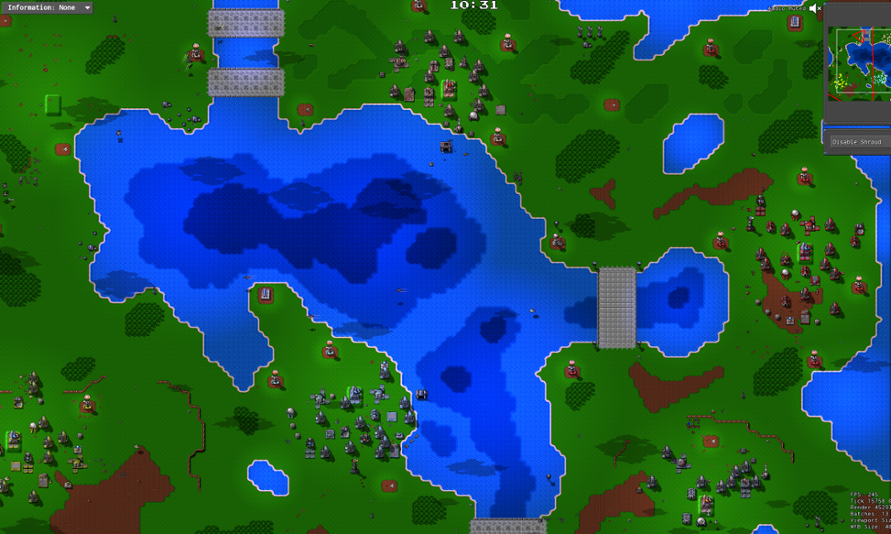
OpenHV im Beobachtungsmodus einer Mehrspielerpartie

Die meisten Spiele haben sowohl einen Modus, in dem man in verschiedenen Schwierigkeitsstufen gegen eine künstliche Intelligenz spielt (Single-Player), als auch einen, in dem man gegen andere menschliche Spieler antritt (Multiplayer).
Meistens werden zudem sogenannte Kampagnen angeboten, in denen der Spieler im Single-Player eine Reihe fiktionaler oder realem nachempfundene Szenarien nachspielen kann, die einem thematischen und/oder temporalen Ablauf folgen. Die Kampagnen sind oft aufwendig mit geskripteten, unerwarteten und in normalen Spielen nicht vorhandenen Ereignissen versehen und enthalten zudem häufig Videosequenzen und weitläufige Hintergrundgeschichten.
Im Mehrspielermodus wird hingegen meistens auf die Spieleranzahl ausbalancierten oder zufallsgenerierten Karten gespielt.
Die Mehrspielerverbindungen beschränkten sich anfänglich auf Verbindungen via Modem oder Nullmodem-Kabel, bei dem meistens zwei bis vier Spieler zusammen spielen konnten.
Mit fortschreitender Entwicklung und Preisverfall der PC-Technologie wurden schnell LAN-Verbindungen populär. Auf großen LAN-Partys spielen Echtzeit-Strategiespiele neben Ego-Shootern eine große Rolle.
In neuerer Zeit gewinnt das Internet eine immer größere Bedeutung als Spieleplattform. Dadurch sind nahezu alle Echtzeitstrategie-Spiele heute auch Online-Spiele. Im Internet finden sich viele Clans, die Echtzeit-Strategiespiele spielen.
Die Spiele können dabei für Zuschauer als Shoutcast oft auch kommentiert übertragen werden: entweder live oder durch Abspielen eines Replays eines aufgezeichneten Spiels.

## Variationsbreite bei Echtzeit-Strategiespielen
Die Bandbreite erhältlicher Echtzeit-Strategiespiel reicht sehr weit, und das Gameplay ist trotz einiger gleicher Spielprinzipien jeweils sehr unterschiedlich. Weitere Aspekte zur Einordnung von Echtzeit-Strategiespielen sind:

### Micromanagement vs. Macromanagement
Bei Spielen, die sich auf das Macromanagement konzentrieren, befehligt der Spieler große Armeen bzw. Wirtschaften, deren Abläufe im Einzelnen durch Computerroutinen automatisiert sind. So besteht die Aufgabe des Spielers etwa mehr darin, die Anzahl der Militäreinheiten zu proportionieren oder sie in Gruppen einzuteilen, aber nicht darin, einzelnen Einheiten Befehle oder Angriffsziele zuzuweisen. Beispiel: Supreme Commander.
Bei Spielen, in denen das Micromanagement im Vordergrund steht, kontrolliert der Spieler – bedingt durch ein Einheitenlimit oder hohe Einheitenkosten – vergleichsweise wenige Einheiten. Diese Spiele erfordern vom Spieler, sich mehr mit den individuellen Stärken und Schwächen seiner Einheiten zu beschäftigen. Beispiele: Warcraft III, Warhammer 40.000: Dawn of War, Company of Heroes.
Hybride Spiele versuchen, beide Aspekte miteinander zu verbinden, indem sie dem Spieler erlauben, Entscheidungen auf einer strategischen und auf einer taktischen Karte zu treffen. Die Spiele der Total-War-Reihe finden beispielsweise runden-basiert auf einer strategischen Karte mit Provinzen statt. Kommt es zu einem Gefecht, hat der Spieler die Möglichkeit, dieses in Echtzeit auf einer taktischen Geländekarte auszutragen. Die Spiele der Hegemony-Reihe dagegen finden auf einer einzigen durchgehenden Geländekarte in Echtzeit statt, wobei der Spieler jedoch jederzeit über die Möglichkeit verfügt, von der strategischen Sicht in die taktische Sicht zu zoomen und wieder zurück.

### Stärke des Wirtschaftsaspektes
Wenngleich bei allen Strategiespielen selbstverständlich die Strategie im Vordergrund steht, ist ein weiterer Maßstab, wie wichtig wirtschaftliches Management ist und wie viel prozentuale Anteile der Spielzeit der Spieler der Wirtschaft widmen muss.
Bei Spielen mit starkem Wirtschaftsaspekt sind erfolgreiche Strategien davon abhängig, inwiefern es dem Spieler zuvor gelingt, einen ausgewogenen und dauerhaften Fluss von Ressourcen zu sichern. Gelingt ihm dies nicht, wird er womöglich trotz taktischer Überlegenheit verlieren. Der Spieler besitzt Vorräte von verschiedenen Gütern (zum Beispiel Holz), und Einheiten und Gebäude benötigen – je nach ihrer Natur – gewisse Mengen an verschiedenen Gütern, um gebaut zu werden. Geldwirtschaft spielt – wenn überhaupt – eine untergeordnete Rolle. Bei einigen Spiele – wie beispielsweise der Hegemony-Reihe – findet der Wirtschaftsaspekt hingegen Ausdruck in einem Logistik- und Versorgungssystem, welches zusätzlich zu den rein militärischen Spielmechaniken gemanagt werden muss.
Bei Spielen mit geringem Wirtschaftsaspekt sind wirtschaftliche Themen nahezu ausgeklammert. Die Herstellung oder der Abbau von Ressourcen verlaufen automatisiert und im Hintergrund; eine schwache oder starke Wirtschaft hat nicht unbedingt Auswirkungen auf den Verlauf des Spiels. Die Wirtschaft läuft hierbei vollständig mit Geld ab, also Einheiten und Gebäude werden quasi gekauft und nicht gebaut. Eine Beschaffung einzelner Materialien findet nicht statt. Gibt es im Spiel verschiedene Rohstoffquellen, so bringen sie immer Geld und unterscheiden sich allenfalls in Ergiebigkeit und Abbaugeschwindigkeit.
Für diesen Maßstab mag Command & Conquer als Beispiel für ein Spiel mit geringem und Age of Empires als Beispiel für ein Spiel mit starkem Wirtschaftsaspekt dienen.

### Handlungsort und -zeit
Häufig anzutreffende Hintergründe für Strategiespiele sind:
- Antike bis Renaissance
Im Vordergrund steht das Kämpfen mit den klassischen Truppengattungen Infanterie, Kavallerie und Bogenschützen. Das Spiel richtet sich an realen Völkern und Einheiten aus. Die Kampagnen orientieren sich ebenfalls an historischen Themen. Beispiele: Age of Empires, Age of Empires II, Stronghold, Knights and Merchants, Hegemony.
- Erster und Zweiter Weltkrieg bis Moderne
In diesem Handlungsrahmen tritt das Kämpfen mit Infanterie, Panzern, Artillerie und anderen modernen Kriegsgeräten in den Vordergrund. Häufig aufgenommene Themen sind der Ost-West-Konflikt und der Zweite Weltkrieg. Beispiele: Sudden Strike, Blitzkrieg, Command & Conquer und die Wargame Reihe, wie Wargame European Escalation.
- Fiktionale Zukunft, Science-Fiction
Die Truppentypen des 20. Jahrhunderts werden durch erfundene Weiterentwicklungen ersetzt und frei erfundene ergänzt. Neben den Menschen treten häufig fremde Alienrassen und -technologien auf. Beispiel: StarCraft, Star Trek: Armada, Earth 2150 oder Homeworld.
- Mythologie/Fantasy
In diesen Spielen werden Spielfiguren wie Drachen, Orks oder Elfen aufgenommen, und durch Elemente anderer Mythologien (vor allem der griechischen) ergänzt. Göttliche Wunder und Magie sind in solchen Spielen anzutreffen. Beispiele: Age of Mythology, Warcraft, Battle Realms, Der Herr der Ringe: Die Schlacht um Mittelerde.

## Verwandte Genres
Die Einteilung in Genres ist im Computerspielbereich keinesfalls immer eindeutig, und es gibt deshalb nur wenige originäre Echtzeit-Strategiespiele. Der Gleichzeit- und Strategieaspekt ist ohne Umstände vereinbar mit den Elementen anderer Spieltypen. Häufige Überschneidungen finden sich mit den folgenden Genres:
- rundenbasierte Strategiespiele

Rundenbasierte Strategiespiele sind meistens komplexer aufgebaut und bauen auf tiefergründige Zusammenhänge, die der unbegrenzte Zeitrahmen erlaubt. Trotz der unmittelbaren Nähe zu diesem Genre unterscheidet sich das Gameplay deshalb erheblich: Echtzeit-Strategiespiele benötigen Reaktionsvermögen und Geschick, während ihre rundenbasierten Pendants eher auf Übersicht und Planungsvermögen bauen. Beispiele: Master-of-Orion-, Civilization- und X-Com-Reihe. Außerdem gibt es noch Mischprinzipien, wie etwa die Total-War-Reihe.
- Echtzeit-Taktikspiele

Unter diese Kategorie fallen einige wenige, aber erfolgreiche Spiele wie Myth, Sudden Strike oder Syndicate. Diese Spiele arbeiten nicht mit Einheitentypen oder Zivilisationen, die der Spieler aufbaut, sondern auf wenigen Spielcharakteren, die der Spieler in einer taktischen Situation lenkt, ohne vorherigen Aufbau oder Truppenproduktion. Hier finden sich Ähnlichkeiten im Interface, der Kartensicht und der Gleichzeitigkeit, die Spielziele und Szenarien sind aber gänzlich anders gelagert.
- Wirtschaftssimulationen und Aufbauspiele

Viele der heutigen Wirtschaftssimulationen handeln bereits in Gleich- bzw. Echtzeit, und viele von ihnen bieten die Möglichkeit, auch militärisch gegen den Gegner vorzugehen, etwa wie die Anno- oder die Siedler-Reihe. Viele Aufbaustrategie-Spiele laufen ebenfalls in Echtzeit ab, zum Beispiel Cities: Skylines oder Banished.
- Computer-Rollenspiel

Wenn die Spielfiguren einen stärker individuellen Charakter annehmen, ergeben sich Übergänge zum Computer-Rollenspiel. So haben in Gangsters: Organisiertes Verbrechen und Gangsters 2 alle Gangmitglieder nicht nur unterschiedliche Fähigkeiten, sondern auch einen persönlichen Namen und ein eigenständiges Aussehen. Ihre Schlagkraft kann durch die entsprechende Ausrüstung verbessert werden.

## Echtzeit-Strategiespiele (Auswahl)
- Act of War: Direct Action
- Age of Empires
- American Conquest
- BattleForge
- Battle Realms
- Blitzkrieg
- Cannon Fodder
- Command & Conquer
- Commandos
- Company of Heroes
- Cossacks
- Dark Reign
- Der Herr der Ringe: Die Schlacht um Mittelerde
- Dota 2
- Dune II – Kampf um Arrakis
- Dungeon Keeper
- Earth
- Emergency
- Empire Earth
- Halo Wars
- Hegemony
- Herzog Zwei
- Homeworld
- Krush, Kill ’n’ Destroy
- KnightShift
- Knights of Honor
- ParaWorld
- Rome: Total War
- Rise of Nations
- R.U.S.E.
- SpellForce
- StarCraft
- Star Trek: Armada
- Stronghold
- Sudden Strike
- Supreme Commander
- Thandor – Die Invasion
- Tom Clancy’s EndWar
- Total Annihilation
- Warcraft
- Wargame: European Escalation
- Warhammer 40.000: Dawn of War
- Warzone 2100
- War Wind
- World in Conflict
- Widelands
- Z

### Auswahl bekannter Entwickler und Studios

#### Personen
- Joseph Bostic (Dune II, Command & Conquer)
- Rick Goodman (Age of Empires, Empire Earth, Inhaber von Stainless Steel)
- Aaron E. Powell (Dune II, Command & Conquer)
- Brian Reynolds (Civilization, Alpha Centauri, Rise of Nations, Rise of Legends)
- Bruce Shelley (Age of Empires, Civilization, Sid Meier's Pirates!)
- Brett W. Sperry (Westwood, Dune II, Command & Conquer)
- Louis Castle (Westwood, Dune II, Command & Conquer)
- Chris Taylor (Total Annihilation, Supreme Commander)

#### Unternehmen
- Activision (Star Trek Armada, World in Conflict)
- Big Huge Games (Rise of Nations, Rise of Legends)
- The Bitmap Brothers (Z)
- Blizzard Entertainment (Warcraft-Serie, Starcraft-Serie)
- Ensemble Studios (Age of Empires, Age of Mythology)
- Eugen Systems (R.U.S.E., Wargame-Serie, Act of Aggression)
- Firefly Studios (Stronghold)
- GSC Game World (American Conquest, Cossacks-Reihe)
- Longbow Digital Arts (Hegemony-Reihe)
- Pumpkin Studios (Warzone 2100)
- Relic Entertainment (Company of Heroes, Dawn of War, Homeworld)
- Reality Pump (Earth-Serie)
- SEK (Paraworld)
- Stainless Steel Studios (Empire Earth, Empires: Dawn of the Modern World)
- Technosoft (Herzog Zwei)
- Westwood Studios (Command & Conquer, Dune II)
- EA Los Angeles (Command & Conquer ab Generals, Der Herr der Ringe: Die Schlacht um Mittelerde)